# Richfield (hrabstwo Adams)
Richfield – miasto w Stanach Zjednoczonych, w stanie Wisconsin, w hrabstwie Adams.